# Línguas da Guiana
Apesar da Guiana ser um país extremamente multilíngue, o inglês é a única língua oficial desse país, que é o único país sul-americano a ter o inglês como língua oficial. O número real de pessoas que falam inglês nesse país não deve ultrapassar os 60%, e como língua materna é provável que esse número seja menos de 10%.
O multilinguismo da Guiana é uma riqueza excepcional. A estrutura e diversidade dos idiomas (línguas ameríndias, português, chinês, hindi, espanhol...) só é comparável com os do vizinho Suriname.

## Estatutos das línguas
- O inglês é a língua oficial, usada na administração e nas escolas.[3]

- O crioulo da Guiana goza de um estatuto mais ou menos formal de língua nacional.

- As línguas ameríndias gozam do estatuto de línguas protegidas desde 2006.

- O Português e o espanhol são tema de promoção.

## Crioulo da Guiana
O crioulo da Guiana (um crioulo baseado no inglês com sintaxe africana e / ou do leste da Índia) é amplamente falado na Guiana. É língua materna de 75% da população, mas 80% dos guianeses conseguem compreender esta linguagem.
Este crioulo é falado especialmente no norte do país, mas falantes podem ser encontrados em todo o território da Guiana. Porém, os crioulos sofrem de uma forte desvalorização social e possui uma imagem negativa.

## Línguas ameríndias
Um número de línguas ameríndias são faladas por uma minoria da população. Estes incluem línguas caribes como o macuxi, o capom e o uaiuai; línguas aruaques como o arauaque (ou lokono) e o wapixana.

## Outras línguas
Pelo fato da Guiana ter recebido uma grande quantidade de imigrantes de inúmeras nacionalidades distintas, vários outros idiomas são bastente falados por comunidades de imigrantes e seus descendentes residentes nesse país, principalmente, o português, o chinês, o hindi, o urdu, o espanhol e o tâmil.

### Língua portuguesa
A língua portuguesa tem uma grande e crescente presença na Guiana, devido a dois fatores, o país fazer fronteira com o Brasil e principalmente pelo grande número de imigrantes brasileiros vivendo no país, em 2000, segundo a embaixada brasileira de Georgetown e outras estimativas, residiam cerca de 10 mil brasileiros na Guiana. No país, também existem comunidades de imigrantes portugueses (principalmente madeirenses) e seus descendentes que falam o português como sua língua nativa. A língua portuguesa é ensinada no país no ensino secundário, desde que o Ministério da Educação anunciou oficialmente a inclusão do português nos currículos escolares em 17 de outubro de 2013, inicialmente em cinco liceus.

## Segunda e terceira línguas
O português é uma língua cada vez mais utilizada como segunda língua na Guiana, especialmente no sul do país, na fronteira com o Brasil. O neerlandês e o francês são faladas por aqueles que visitam frequentemente a vizinha Guiana Francesa e Suriname. O francês é amplamente ensinado nas escolas secundárias, juntamente com o espanhol como línguas estrangeiras. O espanhol também é usado por uma minoria da população como segunda língua. O espanhol é falado normalmente pelos visitantes e moradores da Venezuela.